# Nartum
Nartum ist ein niedersächsisches Dorf im Landkreis Rotenburg (Wümme).

## Lage und Beschreibung
Der Ort liegt 49 km von Bremen und 80 km von Hamburg entfernt. Die Autobahnanschlussstelle Bockel der A 1 ist drei Kilometer entfernt; von dort ist Nartum über die B 71 und die K 112 zu erreichen. Durch Nartum führt der Radfernweg Hamburg–Bremen.
Nartum gehört zur Gemeinde Gyhum, Samtgemeinde Zeven, und hat 750 Einwohner. Bekanntester Bürger war Walter Kempowski, der an der Grundschule in Nartum von 1965 bis 1975 als Pädagoge tätig war. In Nartum hat die Kempowski-Stiftung Haus Kreienhoop ihren Sitz. Die 2005 gegründete Stiftung betreibt das Haus Kreienhoop, sein früherer Lebens- und Arbeitsort, als Gedenkstätte und Literaturtreffpunkt.
Am 1. März 1974 wurde Nartum in die Gemeinde Gyhum eingegliedert.
Südlich des Ortes befindet sich eine ehemalige HAWK-Stellung der Bundeswehr. Sie war dem Flugabwehrraketenbataillon 31 unterstellt und wurde 1993 aufgegeben. Die Stellung wird heute von der Bundeswehr als Übungsgelände verwendet.

## Sehenswürdigkeiten

### Nartumer Motormühle
Die 1900 erbaute Hofmühle wurde 2005 vom Hof Eckhof an ihren jetzigen Standort „Am Brink“ umgesetzt. Dabei wurde die Mahltechnik im Original übernommen und betriebsfertig instand gesetzt. Zwischen 1935 und 1947 wurde die Mühle zur Schrotung von Getreide zu Viehfutter genutzt. Die Motormühle ist mittlerweile auch ein Ort für kulturelle Veranstaltungen.

### Hünenkeller
Am Ortsrand, südwestlich des Friedhofs befindet sich das als „Hünenkeller“ bezeichnete Großsteingrab Nartum, das von Angehörigen der jungsteinzeitlichen Trichterbecherkultur (3500–2800 v. Chr.) errichtet wurde.

## Persönlichkeiten
- Walter Kempowski (1929–2007), Schriftsteller, lebte und arbeitete in Nartum